# Stenia hyperochalis
Stenia hyperochalis là một loài bướm đêm trong họ Crambidae.